# Songpa-gu

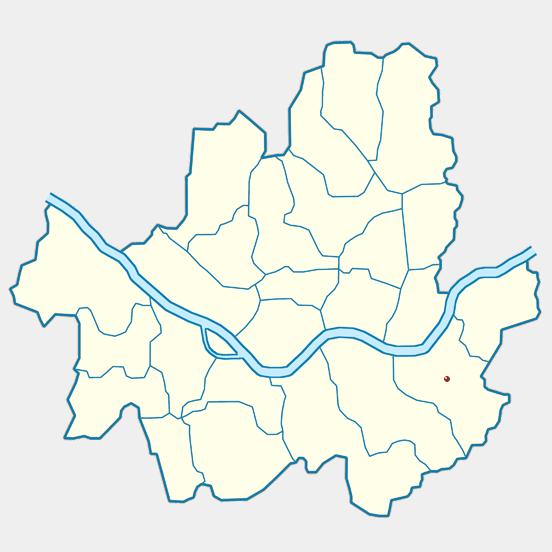
Situation dans Séoul

Songpa-gu (hangul : 송파구 ; hanja : 松坡區)) est un arrondissement (gu) de Séoul situé au sud-est du fleuve Han.  

## Caractère
De caractère assez huppé, c'est le lieu du complexe récréatif Lotte World et du Lotte Hotel.

## Quartiers
Songpa est divisé en 28 quartiers (dong) : 